# Bestazzo
Bestazzo (AFI: ˈbɛstaʦˈʦɔ; Bestazz in dialetto milanese, pronunciato localmente [beˈstas]) è una frazione del comune di Cisliano in provincia di Milano, distante 2,01 km dal centro storico del comune di appartenenza.

## Geografia fisica

### Territorio
La frazione di Bestazzo nel comune di Cisliano è caratterizzato da un ambiente prevalentemente pianeggiante, tipico della Pianura padana, contraddistinto a tratti da boschi e coltivazioni che occupano gran parte del suolo.
Il territorio di Bestazzo confina a nord con la località di San Pietro Bestazzo, a est col comune di Cisliano, a sud ed a ovest con la località di Fagnano nel comune di Gaggiano. Dispone alle proprie dipendenze di una località denominata San Pietro Bestazzo, un agglomerato agricolo un tempo indipendente.

### Geologia e idrografia
Morfologicamente, il territorio di Bestazzo è caratterizzato dall'ambiente pianeggiante tipico della pianura padana, prevalentemente adatto a boschi o coltivazioni. L'altitudine è di circa 128 m s.l.m.
Uno degli aspetti più significativi dell'idrografia di Bestazzo come delle zone limitrofe all'abitato sono le risorgive, che un tempo avevano ampia rilevanza economica per l'agricoltura e oggi costituiscono una delle attrazioni principali del Parco Agricolo Sud Milano.

### Sismologia
Dal punto di vista sismico Bestazzo presenta un rischio molto basso ed è stata classificata come il comune zona 4 (bassa sismicità) dalla protezione civile nazionale.

### Clima
Il clima di Bestazzo è quello continentale, tipico delle pianure settentrionali italiane con inverni freddi e abbastanza rigidi con diverse giornate di gelo, col fenomeno della nebbia; le estati, che risentono di elevate temperature che possono superare i 30 °C, presentano una umidità che può raggiungere l'80% causando quel fenomeno di caldo umido comunemente chiamato "afa". L'umidità non è comunque presente solo d'estate, ma è molto elevata tutto l'anno. I dati provenienti dalla vicina stazione meteorologica di Milano Malpensa, ad ogni modo, indicano, in base alla media trentennale di riferimento (1961-1990) per l'Organizzazione Mondiale della Meteorologia, che la temperatura media del mese più freddo, gennaio, si attesta attorno a -4 °C; quella del mese più caldo, luglio, è appena sopra i +28 °C.
Il comune appartiene alla zona climatica E, 2538 GR/G. Bestazzo, come del resto gran parte dei comuni della Pianura Padana, soffre di scarsa ventilazione.
La piovosità si concentra principalmente in autunno e in primavera con un minimo relativo invernale e con una media annua superiore ai 1000 mm, con un minimo relativo invernale.
| BESTAZZO                           | Mesi | Mesi   | Mesi   | Mesi   | Mesi  | Mesi  | Mesi  | Mesi   | Mesi   | Mesi  | Mesi  | Mesi  | Stagioni | Stagioni | Stagioni | Stagioni | Anno |
| BESTAZZO                           | Gen  | Feb    | Mar    | Apr    | Mag   | Giu   | Lug   | Ago    | Set    | Ott   | Nov   | Dic   | Inv      | Pri      | Est      | Aut      | Anno |
| ---------------------------------- | ---- | ------ | ------ | ------ | ----- | ----- | ----- | ------ | ------ | ----- | ----- | ----- | -------- | -------- | -------- | -------- | ---- |
| T. max. media (°C)                 | 5    | 8      | 13     | 18     | 22    | 26    | 29    | 28     | 24     | 18    | 10    | 5     | 6        | 17,7     | 27,7     | 17,3     | 17,2 |
| T. min. media (°C)                 | −2   | 0      | 3      | 7      | 11    | 15    | 17    | 17     | 14     | 8     | 4     | −1    | −1       | 7        | 16,3     | 8,7      | 7,8  |
| Precipitazioni (mm)                | 64   | 63     | 95     | 82     | 82    | 97    | 65    | 68     | 69     | 100   | 101   | 60    | 187      | 259      | 230      | 270      | 946  |
| Umidità relativa media (%)         | 86   | 78     | 71     | 75     | 72    | 71    | 71    | 72     | 74     | 81    | 85    | 86    | 83,3     | 72,7     | 71,3     | 80       | 76,8 |
| Eliofania assoluta (ore al giorno) | 2    | 3      | 5      | 6      | 7     | 8     | 9     | 8      | 6      | 4     | 2     | 2     | 2,3      | 6        | 8,3      | 4        | 5,2  |
| Vento (direzione-m/s)              | SW 2 | SW 4,6 | SW 4,6 | SW 4,6 | S 4,6 | S 4,6 | S 4,6 | SE 2,0 | SW 2,0 | S 2,0 | S 2,0 | S 2,0 | 2,9      | 4,6      | 3,7      | 2,0      | 3,3  |

## Etimologia
Secondo studi storici ed etimologici il nome della frazione di Bestazzo sarebbe da ricercare nell'origine tardo latina del vocabolo Bestum che significa pascolo, fatto che sembrerebbe legare la frazione alla sua millenaria vocazione agricola.

## Storia

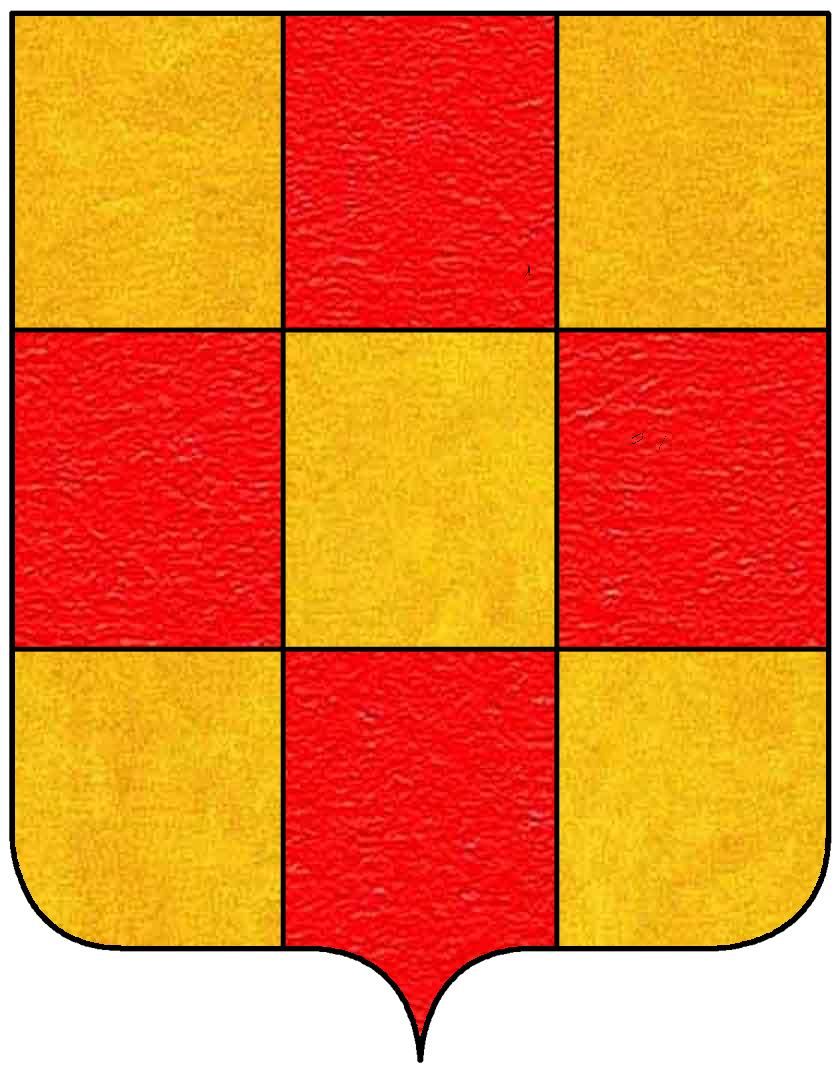
Stemma della famiglia Terzaghi che fu feudataria del borgo di Bestazzo già dal XII secolo

Il primo documento storico che ci attesta l'esistenza dell'abitato di Bestazzo (nella forma Blestatium) è la citazione della località in un documento dell'anno 900 quando Ursino assieme ad altri uomini di Bestazzo e Cusago vengono chiamati nella corte ducale del Cordusio dinnanzi al conte franco Sigifredo perché prima il notaio Adelgiso e poi Waningo, vassallo dello stesso Sigifredo, li ritengono degli aldes, ovvero degli uomini non liberi. Il processo si conclude col riconoscimento dello status di uomini liberi al gruppo di abitanti locali.
In una pergamena del 988 si ricorda poi che Valdeverto, prete della chiesa milanese che officia nella chiesa di San Giorgio al Palazzo, è figlio di Armenfredo de loco Blestacio. Il paese è citato nuovamente nel 1196 nel testamento dell'arcivescovo milanese Umberto III da Terzago, il quale morendo in quell'anno lasciò per legato testamentario che nel Duomo metropolitano venisse celebrata annualmente una messa funebre per la sua anima, utilizzando le rendite provenienti dai suoi beni posti in Bestacio.
La dicitura di locho de Bestazo si ripropone al 1396 quando il piccolo borgo viene compreso all'interno dei comuni dipendenti spiritualmente dalla Pieve di Corbetta.
Il borgo conobbe un'epoca di grande splendore a partire dal Seicento quando i nobili Terzaghi, già feudatari di molte di quelle terre dall'epoca medievale, decisero di impiantare qui una loro residenza di campagna. Questo consentì non solo l'espansione dell'abitato, ma anche l'apporto di alcune migliorie come la costruzione di una nuova chiesa, in sostituzione della precedente ormai decrepita. Dall'epoca medievale, inoltre, i principali feudatari in loco erano i Landriani di Milano i quali possedevano proprio a Bestazzo un loro palazzo signorile.
Costituitosi in comune già dal Cinquecento, l'abitato rimase ad ogni modo di stampo prettamente agricolo durante i secoli, giungendo sino al 1870 quando, coi suoi 412 abitanti, venne soppresso ed aggregato a Cisliano. Al momento della sconfitta degli austriaci nella battaglia di Magenta, a Bestazzo stava transitando parte dell'8º corpo d'armata imperiale del generale Ludwig von Benedek, proveniente da Binasco, per raggiungere il campo di battaglia.

## Monumenti e luoghi d'interesse

### Architetture religiose

#### Chiesa Parrocchiale di Santa Maria Assunta

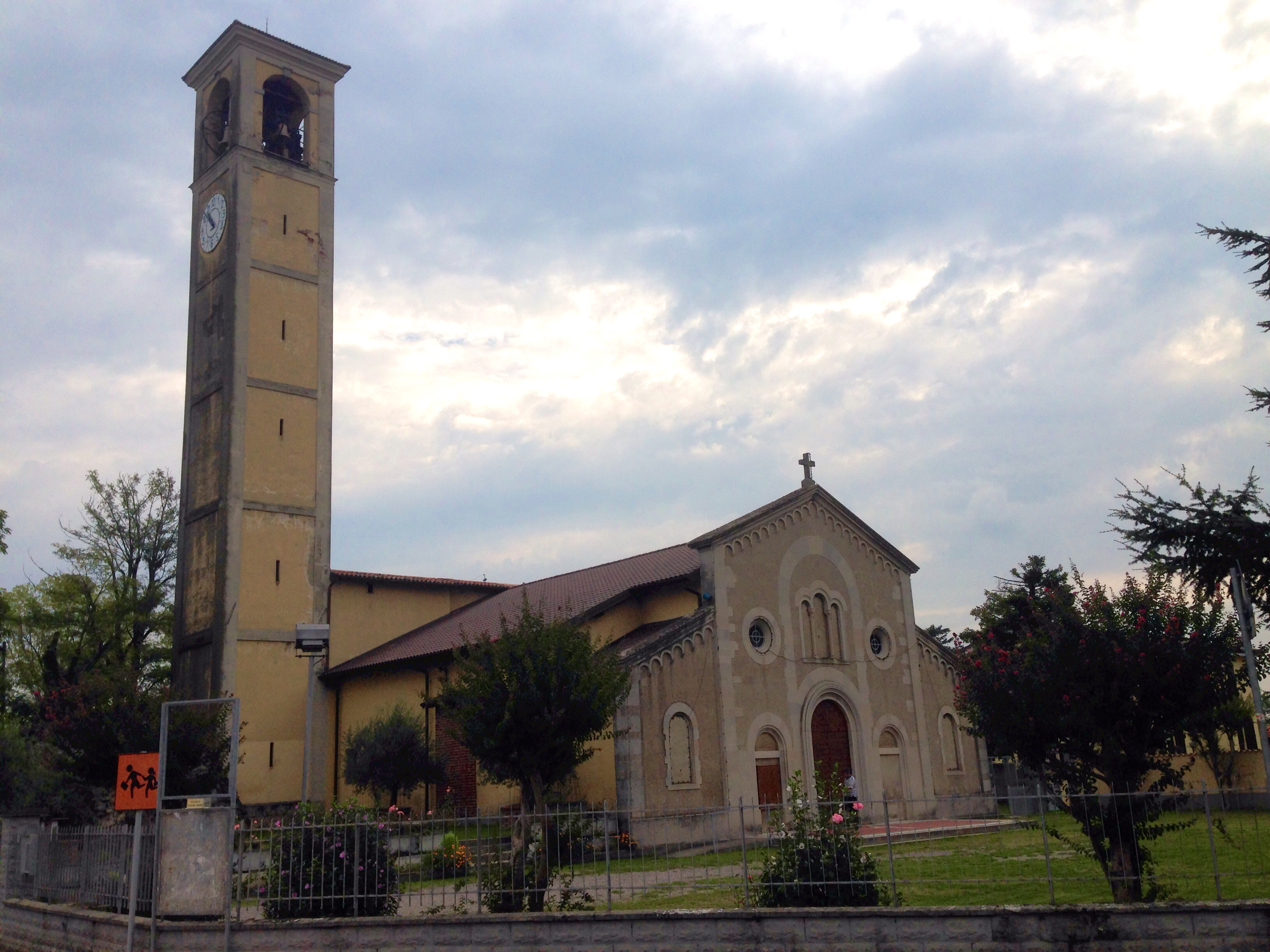
La chiesa parrocchiale di Bestazzo dedicata a Santa Maria dell'Assunta

Le prime notizie giunteci relative alla storia della chiesa parrocchiale di Santa Maria Assunta di Bestazzo, risalgono al 1398 quando il borgo divenne sede di una cappellania dipendente dalla pieve corbettese, la quale divenne parrocchia a partire dal XVI secolo.
Essa aveva alle proprie dipendenze anche le cappelle di San Cristoforo, di San Pietro (nell'omonima cascina), di Santa Teresa e della Beatissima Vergine Maria dell'Immacolata Concezione presso la Cascina Robaione.
Nel 1585 iniziarono i lavori per la costruzione della chiesa parrocchiale che si conclusero nel 1592.
La cura d'anime era di poco più di quattrocento anime, saliti già a 780 all'epoca della prima visita pastorale dell'arcivescovo cardinale Andrea Carlo Ferrari.
Strutturalmente, anche se essa risulta risalente nella maggior parte delle proprie sezioni al XVII secolo, la pianta è con tutta probabilità ancora quella medioevale. Caratteristici sono il campanile, visibile anche dalla strada statale adiacente alla frazione, e la facciata che a differenza dell'intero complesso si presenta con uno stile con pietre a vista. Internamente, la struttura è suddivisa in tre navate, di cui la centrale è più grande e sono presenti una coppia di angeli oranti cinquecenteschi e dipinti parietali di Natale Penati.
Il campanile è dotato di un concerto di cinque campane in Mi3 fuso dalla ditta dei Fratelli Barigozzi di Milano nel 1883 ad eccezione della campana maggiore, fusa da Michele Comerio nel 1813. Le campane suonano a sistema ambrosiano e sono dotate della tastiera, per il suono a festa manuale delle campane.
| Campana | Nota nominale | Dedicazione     | Fonditore e Anno di fusione | Diametro |
| ------- | ------------- | --------------- | --------------------------- | -------- |
| I       | Si3           | San Rocco       | Fratelli Barigozzi nel 1883 | 736 mm   |
| II      | La3           | Angelo Custode  | Fratelli Barigozzi nel 1883 | 824.5 mm |
| III     | Sol#3         | Madonna Assunta | Fratelli Barigozzi nel 1883 | 886.5 mm |
| IV      | Fa#3          | San Giuseppe    | Fratelli Barigozzi nel 1883 | 997 mm   |
| V       | Mi3           | Gesù Cristo     | Michele Comerio nel 1813    | 1123 mm  |

#### Cappella della Madonna delle Ravette
La Cappella della Madonna delle Ravette è un piccolo edificio religioso situato a Bestazzo, non lontano dalla chiesa di Santa Maria Assunta. Essa venne eretta come cappella rurale alla fine dell'Ottocento ed è costituita da una struttura semplice ma elegante: l'edificio, a pianta quadrangolare, è completato nella parte esterna da un pronao a colonne di granito con una volta a crociera, mentre il saccello è diviso dalla strada da una inferriata lavorata.

### Architetture civili

#### Palazzo Terzaghi

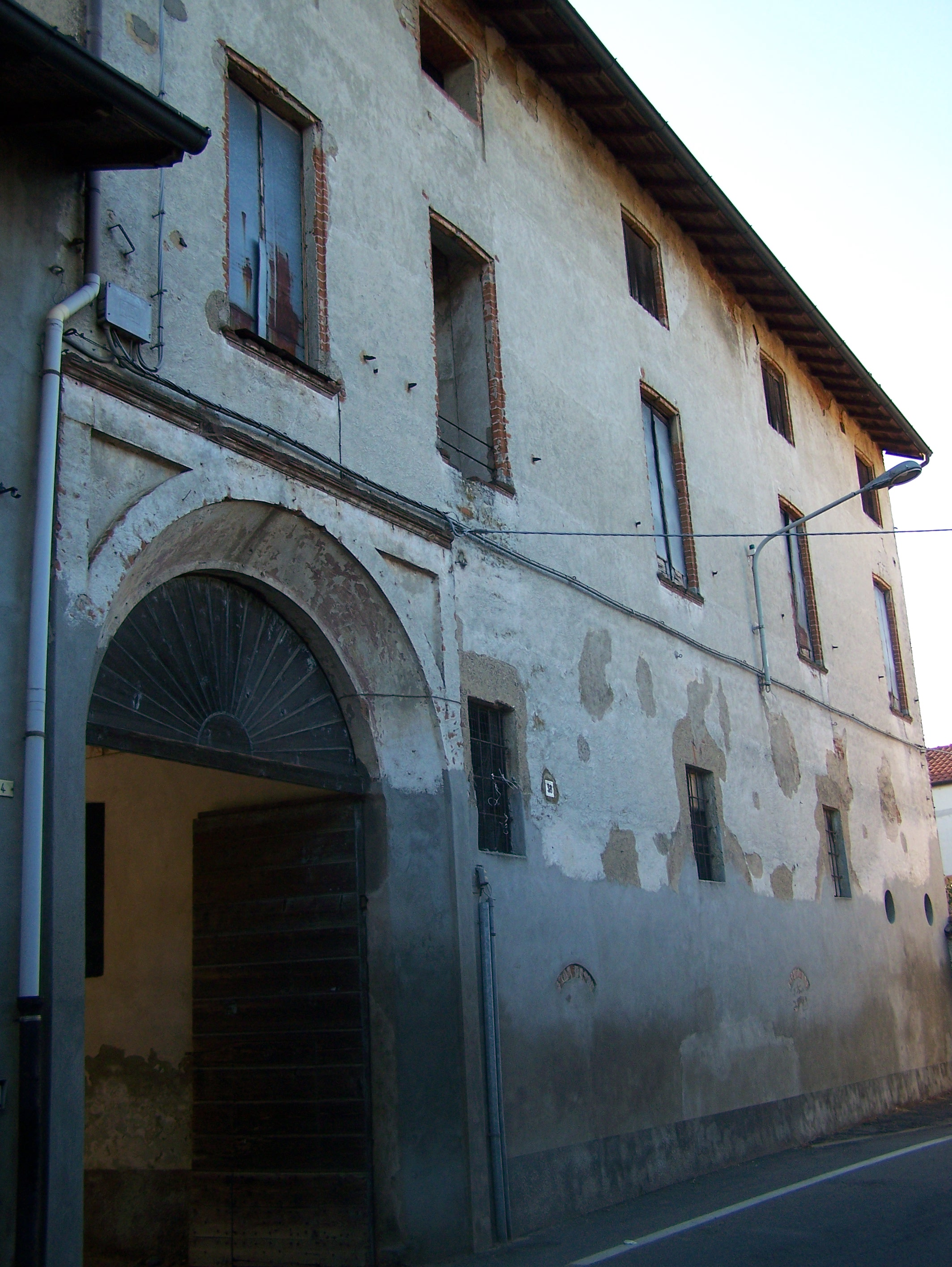
La facciata principale di Palazzo Terzaghi

Palazzo Terzaghi, in località Bestazzo, è il palazzo cittadino più antico del piccolo borgo e rappresentava la residenza in loco della famiglia Terzaghi, feudataria della frazione.
Il complesso padronale dell'altezza di due piani, si trova inserito in un tipico impianto di vie medioevali, il che fa supporre origini molto antiche della sua struttura, riconducibili ad un fortilizio medioevale e probabilmente anche ad un castrum romano, cui poi si sono assommate altre stratificazioni edilizie di epoche successive.
Il palazzo conserva ancora oggi la tipica struttura chiusa delle antiche corti, accessibile unicamente dal grande portone settecentesco e voltato all'interno da lunette che permette l'ingresso nella corte grande sulla quale si aprono una serie di edifici funzionali alla vita della villa: il portico dell'edificio a sud è caratterizzato da colonne in granito con capitelli dorici, mentre a nord si trova il corpo rustico. Attraversando un secondo portale si aveva accesso ad un lungo viale prospettico che portava verso i terreni di proprietà della famiglia.

#### Villa Landriani
Risalente alla metà del Seicento, villa Landriani apparteneva all'omonima famiglia nobile milanese che la fece realizzare come residenza estiva per sfuggire alle terribili pestilenze che dilaniavano Milano in quegli anni. L'edificio, contraddistinto da una pianta rettangolare, è situato oggi all'interno di una corte rurale che si è sviluppata attorno ad essa come dipendenza della villa stessa. La struttura è caratterizzata esternamente da un portico architravato retto da due colonne in granito rosa di Baveno.

### Cimitero
Il cimitero di Bestazzo venne eretto nella posizione attuale probabilmente nel XIX secolo in adempimento all'Editto di Saint Cloud di Napoleone che volle che i cimiteri venissero costruiti al di fuori dei centri abitati per evitare l'insorgere di epidemie. L'antico cimitero doveva trovarsi in un terreno attiguo all'attuale chiesa della frazione.
Esso venne voluto in quanto la frazione si presentava sufficientemente lontana dal borgo e dal camposanto di Cisliano per rendere necessaria una realizzazione in loco. Il cimitero è contraddistinto da una pianta quadrata chiusa e delimitata da colombari e da alcune cappelle gentilizie locali.

## Società

### Evoluzione demografica
"Abitanti censiti"

### Etnie e minoranze straniere
Al 1º gennaio 2022 nel comune risiedevano 13 cittadini stranieri, ovvero il 3.2% della popolazione totale.
Nei dati ufficiali non sono considerati gli stranieri irregolari.

### Lingue e dialetti
Nel borgo è relativamente diffuso il dialetto milanese, mentre è molto presente il dialetto lombardo occidentale, assimilabile ad una lingua romanza derivata dal latino.

### Religione
La maggioranza della popolazione è cattolica. L'immigrazione di cittadini comunitari ed extra-comunitari, ha portato all'insediamento di minoranze di musulmani e ortodossi.
Nella frazione è presente una parrocchia cattolica appartenente all'arcidiocesi di Milano.

## Economia
L'economia di Bestazzo è perlopiù dedita all'agricoltura. La maggior parte dei suoi residenti, ad ogni modo, lavora fuori dai confini della frazione. Al 2021 risultava occupato il 93% dei residenti in età lavorativa.

## Infrastrutture e trasporti

### Strade
Il territorio di Bestazzo è costeggiato dalla Strada Provinciale 236.